# Disciplina clericalis

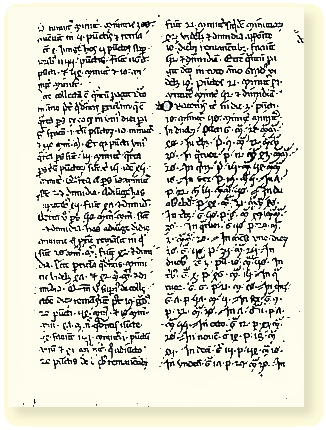
Manuscrito de Pedro Alfonso.

Disciplina clericalis es una colección de exempla, o cuentos ejemplarizantes, escrita por Pedro Alfonso de Huesca (Moseh Sefardí) a comienzos del siglo XII en latín. El ejemplario consta de un prólogo y treinta y tres ejemplos extraídos de fuentes cristianas, árabes y judías escritas y del folclore oral de estas tres culturas. La obra tuvo una gran repercusión en toda Europa e introdujo la cuentística oriental en el occidente cristiano.
Sus cuentos fueron transmitidos en varias compilaciones de ejemplos de forma parcial, entre ellas 76 manuscritos latinos, pero solo fueron impresos completos en una edición del francés Méon a partir de los siete manuscritos que conservaba la Biblioteca Nacional de Francia. La traducción al español hubo de esperar hasta la edición de González Palencia de 1948. Más reciente es la edición de Esperanza Ducay y María Jesús Lacarra (Zaragoza, 1980).
El título, Disciplina clericalis, viene a significar «enseñanza de doctos» y no a reprensión de clérigos. Se trataba de aleccionar mediante historias cortas de las que se podía obtener un provecho didáctico. El mismo Pedro Alfonso nos indica en el prólogo:

Compuse mi librito en parte con proverbios de filósofos y sus enseñanzas y en parte con proverbios y ejemplos árabes y fábulas de animales
Disciplina clericalis, I.

Esta cita concuerda con el estudio que se ha realizado de sus fuentes, que abarcan desde las fábulas de Esopo (ejemplo V) hasta las colecciones de cuentos orientales, como el Barlaam y Josafat (ejemplo XII), el Kalilah wa-Dimnah o Calila y Dimna (ejemplo XXIV) y el Sendebar (ejemplos XI o XIII). También utilizó la literatura sapiencial o gnómica y los libros de sentencias atribuidas a los filósofos de la antigüedad, como los Bocados de oro; asimismo, se sirvió de relatos bíblicos y, con todo este material, unido a la tradición folclórica oral hebrea, árabe y cristiana —no hay que olvidar que en esta época era el vehículo principal de transmisión de la literatura— colectó un repertorio que fue usado abundantemente por las compilaciones posteriores y que se adelantó en más de un siglo a las primeras colecciones de ejemplos castellanas mandadas traducir de la cuentística oriental por Alfonso X el Sabio.
Su obra influyó en la literatura hebrea en la Selección de piedras preciosas, de Yeddaya Bedrashi de hacia 1298, ampliamente difundido y que fue impreso en las postrimerías del siglo XV en hebreo y más tarde en latín. 
Pero su mayor influjo radica en la inclusión de sus cuentos en casi todas las colecciones de exempla medievales escritas en latín, como el Speculum historiale de Vicente de Beauvais o los de Jacques de Vitry, los Gesta Romanorum, Scala Coeli, o la Leyenda dorada de Jacobo de Vorágine, todos del siglo XIII.
En cuanto a la literatura española, aparecen sus materiales en el Libro de los exemplos por a.b.c. y los Castigos e documentos de Sancho IV entre otros.
Posteriormente, se transmitieron a los ejemplos del Libro del Conde Lucanor y a los del Libro de buen amor, a las novelle del Decamerón de Boccaccio y, ya en el renacimiento, se observa aún su influencia en El Patrañuelo de Juan de Timoneda, y en asuntos de las Novelas ejemplares de Cervantes, u obras dramáticas del teatro español del Siglo de Oro e incluso de Shakespeare.